# Rufus (musikgrupp)
Rufus var en amerikansk musikgrupp från Chicago, Illinois. Gruppens musik rörde sig inom soul, funk och R&B. Gruppen bildades 1970 av Kevin Murphy och Al Ciner. De var båda tidigare medlemmar i den amerikanska popgruppen The American Breed på 1960-talet.
1972 blev sångaren Chaka Khan medlem i gruppen och med henne som frontfigur upplevde gruppen under 1970-talet stora framgångar i USA. De slog dock aldrig igenom brett i Europa. Deras största hitsinglar var "Tell Me Something Good" (1973), "Once You Get Started" (1975), och "Sweet Thing" (1975). Chaka Khan inledde 1978 en solokarriär men hade fortfarande kontrakt med gruppen för några album till. Dessa sålde dåligt, men gruppen fick ändå en sista singelhit 1983 med låten "Ain't Nobody" innan den upplöstes samma år.

## Diskografi, studioalbum
- Rufus, 1973
- Rags to Rufus, 1974
- Rufusized, 1974
- Rufus featuring Chaka Khan, 1975
- Ask Rufus, 1977
- Street Player, 1978
- Numbers, 1979
- Masterjam, 1979
- Party 'Til You're Broke, 1981
- Camouflage, 1981
- Seal in Red, 1983